# Wilhelm Odelberg (bibliotekarie)
Carl Victor Wilhelm Odelberg, född 1 juli 1918 i Gustavsbergs församling, Stockholms län, död 12 oktober 2002 i Lovö församling, var en svensk överbibliotekarie, son till Victor Odelberg.

## Biografi
Odelberg avlade 1947 filosofie licentiatexamen vid Stockholms högskola och blev samma år amanuens på Kungliga Biblioteket, där han 1952 blev bibliotekarie. Han disputerade 1954 på en avhandling om viceamiral Carl Olof Cronstedt. Han var 1959–1979 överbibliotekarie vid Vetenskapsakademiens bibliotek. Han var känd som framstående kulturhistorisk och personhistorisk forskare och författare.
Odelberg blev 1960 ledamot av Samfundet för utgivande av handskrifter rörande Skandinaviens historia, 1963 korresponderande ledamot av Örlogsmannasällskapet, 1974 ledamot av Vetenskapsakademien, 1982 ledamot av Krigsvetenskapsakademien och 1988 korresponderande ledamot av Vitterhetsakademien.
Enligt uppgift var han förebild till "Ville med Sillen" i Gösta Knutssons böcker om Pelle Svanslös.
Wilhelm Odelberg är begravd på Ingarö kyrkogård.

## Utmärkelser
- Riddare av Nordstjärneorden, 1963.[4]
- Kommendör av Nordstjärneorden, 1 december 1973.[5]